# アッフォ・エラッサ
アッフォ・エラッサ（Affo Omorou Erassa、1983年2月19日 - ）は、トーゴの元サッカー選手。元トーゴ代表。ポジションはミッドフィールダー。

## 来歴
2002年にトーゴ代表デビュー。デビュー戦後、代表での出場機会は無かったが、2006 FIFAワールドカップのメンバーにも選出された。2006年までに4試合に出場した。

## 代表歴

### 出場大会
- トーゴ代表
  - 2006 FIFAワールドカップ

### 試合数
- 国際Aマッチ 4試合 0得点（2002年-2006年）[1]

| トーゴ代表 | 国際Aマッチ | 国際Aマッチ |
| 年         | 出場        | 得点        |
| ---------- | ----------- | ----------- |
| 2002       | 1           | 0           |
| 2003       | 0           | 0           |
| 2004       | 0           | 0           |
| 2005       | 0           | 0           |
| 2006       | 3           | 0           |
| 通算       | 4           | 0           |